# Arrondissement de Vienne
Cet article concerne la division administrative française. Pour les divisions de la capitale autrichienne, voir Arrondissements de Vienne.
L'arrondissement de Vienne est une division administrative française, située dans le département de l'Isère et la région Auvergne-Rhône-Alpes.

## Composition

### Composition jusqu'en 2015
L’arrondissement de Vienne comportait 8 cantons avant le redécoupage cantonal de 2014, dont 2 à Vienne :
- Beaurepaire (15 communes)
- La Côte-Saint-André (16 communes)
- Heyrieux (8 communes
- Pont-de-Chéruy (6 communes)
- Roussillon (21 communes)
- Saint-Jean-de-Bournay (15 communes)
- Vienne-Nord (8 communes + la fraction nord de la commune de Vienne)
- Vienne-Sud (9 communes + la fraction sud de la commune de Vienne)

### Découpage cantonal depuis 2015
| Canton                   | Nombre de communes          |
| ------------------------ | --------------------------- |
| Canton de Bièvre         | 48                          |
| Canton de L'Isle-d'Abeau | 5                           |
| Canton de Roussillon     | 27                          |
| Canton de La Verpillière | 9                           |
| Canton de Vienne-1       | 9 + fraction nord de Vienne |
| Canton de Vienne-2       | 17 + fraction sud de Vienne |

### Découpage communal depuis 2015
Depuis 2015, le nombre de communes des arrondissements varie chaque année soit du fait du redécoupage cantonal de 2014 qui a conduit à l'ajustement de périmètres de certains arrondissements, soit à la suite de la création de communes nouvelles. Le nombre de communes de l'arrondissement de Vienne est ainsi de 98 en 2015, 98 en 2016, 117 en 2017 et 113 en 2019.
Au 1er janvier 2024, l'arrondissement groupe les 113 communes suivantes :
1. Agnin
2. Anjou
3. Artas
4. Assieu
5. Auberives-sur-Varèze
6. Beaufort
7. Beaurepaire
8. Beauvoir-de-Marc
9. Bellegarde-Poussieu
10. Bossieu
11. Bougé-Chambalud
12. Bressieux
13. Brézins
14. Brion
15. Chalon
16. Champier
17. Chanas
18. La Chapelle-de-Surieu
19. Charantonnay
20. Chasse-sur-Rhône
21. Châtenay
22. Châtonnay
23. Cheyssieu
24. Chonas-l'Amballan
25. Chuzelles
26. Clonas-sur-Varèze
27. La Côte-Saint-André
28. Les Côtes-d'Arey
29. Cour-et-Buis
30. Culin
31. Diémoz
32. Estrablin
33. Eyzin-Pinet
34. Faramans
35. La Forteresse
36. La Frette
37. Gillonnay
38. Grenay
39. Heyrieux
40. Jarcieu
41. Jardin
42. Lentiol
43. Lieudieu
44. Longechenal
45. Luzinay
46. Marcilloles
47. Marcollin
48. Marnans
49. Meyrieu-les-Étangs
50. Meyssiez
51. Moidieu-Détourbe
52. Moissieu-sur-Dolon
53. Monsteroux-Milieu
54. Montfalcon
55. Montseveroux
56. Mottier
57. Ornacieux-Balbins
58. Oytier-Saint-Oblas
59. Pact
60. Pajay
61. Le Péage-de-Roussillon
62. Penol
63. Pisieu
64. Plan
65. Pommier-de-Beaurepaire
66. Pont-Évêque
67. Porte-des-Bonnevaux
68. Primarette
69. Revel-Tourdan
70. Reventin-Vaugris
71. Les Roches-de-Condrieu
72. Roussillon
73. Royas
74. Roybon
75. Sablons
76. Saint-Agnin-sur-Bion
77. Saint-Alban-du-Rhône
78. Sainte-Anne-sur-Gervonde
79. Saint-Barthélemy
80. Saint-Clair-du-Rhône
81. Saint-Clair-sur-Galaure
82. Saint-Étienne-de-Saint-Geoirs
83. Saint-Geoirs
84. Saint-Georges-d'Espéranche
85. Saint-Hilaire-de-la-Côte
86. Saint-Jean-de-Bournay
87. Saint-Julien-de-l'Herms
88. Saint-Just-Chaleyssin
89. Saint-Maurice-l'Exil
90. Saint-Michel-de-Saint-Geoirs
91. Saint-Paul-d'Izeaux
92. Saint-Pierre-de-Bressieux
93. Saint-Prim
94. Saint-Romain-de-Surieu
95. Saint-Siméon-de-Bressieux
96. Saint-Sorlin-de-Vienne
97. Salaise-sur-Sanne
98. Sardieu
99. Savas-Mépin
100. Septème
101. Serpaize
102. Seyssuel
103. Sillans
104. Sonnay
105. Thodure
106. Tramolé
107. Valencin
108. Vernioz
109. Vienne
110. Villeneuve-de-Marc
111. Ville-sous-Anjou
112. Villette-de-Vienne
113. Viriville

## Démographie
En 2022, l'arrondissement comptait 222 822 habitants.
| 1968    | 1975    | 1982    | 1990    | 1999    | 2006    | 2011    | 2016    | 2021    |
| ------- | ------- | ------- | ------- | ------- | ------- | ------- | ------- | ------- |
| 121 312 | 134 132 | 152 858 | 170 823 | 184 157 | 199 747 | 208 510 | 212 383 | 220 438 |

| 2022    | - | - | - | - | - | - | - | - |
| ------- | - | - | - | - | - | - | - | - |
| 222 822 | - | - | - | - | - | - | - | - |

## Sous-préfets
| Période          | Période          | Identité             | Fonction précédente                                               | Observation                                                                        |
| ---------------- | ---------------- | -------------------- | ----------------------------------------------------------------- | ---------------------------------------------------------------------------------- |
|                  | 28 février 1990  | Louis Monchovet      |                                                                   | Nommé préfet des Alpes-de-Haute-Provence                                           |
|                  | 1er mars 1993    | Pierre Guinot-Delery |                                                                   | Nommé secrétaire général de la préfecture du Bas-Rhin                              |
| 1er mars 1993    | 4 avril 1995     | Richard Samuel       | Sous-préfet chargé de mission auprès du préfet de la région Corse | Nommé secrétaire général de la préfecture du Puy-de-Dôme                           |
| 4 avril 1995     |                  | Louis Ducamp         | Secrétaire général de la préfecture du Loiret                     |                                                                                    |
| 26 août 1999     | 13 mars 2001     | François Ambroggiani |                                                                   | Nommé directeur du cabinet du préfet de la région d'Ile-de-France, préfet de Paris |
| 13 mars 2001     | 9 septembre 2004 | Bertrand Cadiot      |                                                                   |                                                                                    |
| 9 septembre 2004 | 16 février 2007  | Gabriel Aubert       | Sous-préfet de Cambrai                                            | Nommé sous-préfet de Compiègne                                                     |
| 16 février 2007  | 27 mai 2011      | Philippe Navarre     | Secrétaire général de la préfecture des Bouches-du-Rhône          | Nommé préfet chargé d'une mission de service public relevant du Gouvernement       |
| 21 juin 2011     | 2 juillet 2014   | Lionel Lemoine       |                                                                   | Nommé préfet chargé d'une mission de service public relevant du Gouvernement       |
|                  |                  |                      |                                                                   |                                                                                    |
| 9 mai 2018       |                  | Jean-Yves Chiaro     | Sous-préfet de Castres                                            |                                                                                    |
| 3 septembre 2021 |                  | Denis Mauvais        |                                                                   |                                                                                    |

## Évolution

1800-1852
1852-1967
1967-1971
1971-2014
2015-2016
Depuis 2017